# Tomás António Gonzaga
Tomás António Gonzaga (Miragaia, 1744. augusztus 11. – Mozambik-sziget, 1810) portugál-brazil költő, jogász, politikai aktivista és író. 1792-ben Mozambik szigetére száműzték, ahol élete végéig élt. Ismert művei a Marília de Dirceu és a Cartas Chilenas.
A Brazil Szépirodalmi Akadémia 37. székének patrónusa.